# Frank Denholm
Frank E. Denholm, född 29 november 1923 i Day County i South Dakota, död 7 april 2016 i Brookings i South Dakota, var en amerikansk politiker (demokrat). Han var ledamot av USA:s representanthus 1971–1975.
Denholm utexaminerades från South Dakota State College, studerade en tid vid University of Minnesota, där han avbröt studierna för att ta anställning vid FBI. Han avlade senare juristexamen vid University of South Dakota och arbetade därefter som advokat.
Mellan 1962 och 1966 föreläste Denholm i nationalekonomi, juridik och statsvetenskap vid South Dakota State College, som 1964 döptes om till South Dakota State University.
Denholm efterträdde 1971 Ben Reifel som kongressledamot och efterträddes 1975 av Larry Pressler.